# Kanton Réchicourt-le-Château
Der französische Kanton Réchicourt-le-Château im Arrondissement Sarrebourg im Département Moselle in der Region Lothringen hatte eine Fläche von 182,76 km² und 3.940 Einwohner (Stand: 1999). Er umfasste 14 Gemeinden, Hauptort war Réchicourt-le-Château.

## Geschichte
Der nach der Französischen Revolution entstandene Kanton wurde 1871 als Folge des Deutsch-Französischen Krieges im Frieden von Frankfurt an das Deutsche Kaiserreich abgetreten.
Durch Nachverhandlungen erhielt Frankreich die Gemeinde Igney sowie den südlichen Teil der Gemeinde Avricourt im Oktober 1871 zurück. Letzterer wurde eine eigenständige Gemeinde und gemeinsam mit Igney dem benachbarten Kanton Blâmont im Département Meurthe-et-Moselle zugeschlagen.
Nachdem Lothringen 1919 durch den Vertrag von Versailles an Frankreich zurückfiel, wurde der Kanton Réchicourt-le-Château ohne die Gemeinden Igney und Avricourt (Meurthe-et-Moselle) wiederhergestellt, welche im Kanton Blâmont verblieben.

## Gemeinden
| Gemeinde              | Einwohner | Code postal | Code Insee |
| --------------------- | --------- | ----------- | ---------- |
| Assenoncourt          | 119       | 57260       | 57035      |
| Avricourt             | 647       | 57810       | 57042      |
| Azoudange             | 106       | 57810       | 57044      |
| Foulcrey              | 180       | 57830       | 57229      |
| Fribourg              | 159       | 57810       | 57241      |
| Gondrexange           | 459       | 57815       | 57253      |
| Guermange             | 111       | 57260       | 57272      |
| Hertzing              | 196       | 57830       | 57320      |
| Ibigny                | 88        | 57830       | 57342      |
| Languimberg           | 175       | 57810       | 57383      |
| Moussey               | 644       | 57770       | 57488      |
| Réchicourt-le-Château | 726       | 57810       | 57564      |
| Richeval              | 114       | 57830       | 57583      |
| Saint-Georges         | 216       | 57830       | 57611      |